# Joel Derfner
Joel Derfner (Washington D. C.; 12 de enero de 1973) es un escritor y compositor estadounidense. Es autor de tres libros de temática gay: Gay Haiku (Haiku gay), 2005, Swish: My Quest to Become the Gayest Person Ever and What Terminded Up Happening (Swish: mi búsqueda para convertirme en la persona más gay y lo que terminó sucediendo), 2008, y Lawfully Wedded Husband: How My Gay Marriage Will Save the American Family (Marido terriblemente casado: Cómo mi matrimonio gay salvará a la familia estadounidense), 2013. Sus artículos han aparecido en publicaciones como Huffington Post, The Advocate, Time Out New York y Between the Lines. Derfner y sus obras han sido citados como referencias sobre la cultura gay, y se le ha señalado como uno de los "escritores gay más conocidos de la actualidad".
Es el compositor de varios musicales y enseña composición de teatro musical en la Tisch School of the Arts de la Universidad de Nueva York. Derfner también fue coprotagonista de la primera temporada del reality show de 2010 Girls Who Like Boys Who Like Boys, junto con su amiga cercana Sarah Rose.

## Primeros años y educación
Derfner nació en 1973 en Washington D. C. y creció en Charleston, Carolina del Sur. Sus padres eran activistas de los derechos civiles, y estuvieron activos en Misisipi durante el Movimiento de Derechos Civiles. Su padre, Armand Derfner, es abogado de derechos civiles, y su madre Mary Frances Derfner (apellido de soltera Seddon) conoció a Armand cuando comenzó a trabajar como su secretaria, en una firma de abogados de Washington D. C., en 1967, para la cual ambos laboraban. El padre de Joel es judío y su madre era cristiana; fue criado judío y convertido al judaísmo a la edad de siete años. Su madre, que sufría de diabetes tipo 1, murió en 1992. Joel salió del clóset como gay a la edad de 15 años.
Asistió a la escuela Porter-Gaud, donde se destacó académicamente y fue alumno de primer nivel. También era un ávido cantante, y consideró cantar como una carrera hasta su tercer año de universidad, cuando el reflujo gástrico severo adormeció la parte posterior de su garganta.
Asistió a la Universidad de Harvard, se convirtió en tesorero de la Asociación de Estudiantes Bisexuales, Gays y Lesbianas en 1992, y participó en otros grupos y eventos de apoyo LGBT. También participó en la Harvard College Opera (entonces llamada Dunster House Opera) como cantante y entrenador vocal.ref>http://www.hcs.harvard.edu/dho/gianni95.php Archivado el 10 de agosto de 2016 en Wayback Machine.</ref> En 1995 se graduó con honores en una licenciatura en letras y lingüística. Se mudó a la ciudad de Nueva York en 1997 para estudiar composición de teatro musical, y en 1999 obtuvo una maestría en bellas artes y en escritura de teatro musical de la Tisch School of the Arts de la Universidad de Nueva York.

## Carrera

### Libros y otros escritos
El primer libro de Derfner, Gay Haiku (2005), tuvo su inicio durante un evento de recaudación de fondos de teatro musical en el que, como ávido bloguero, debía publicar una entrada de blog cada media hora durante 24 horas. Más tarde explicó: "Me di cuenta de que podía escribir 49 haikus sobre todas las citas malas en las que había estado y todo el sexo malo que había tenido. Resultó bastante bien, así que decidí escribir 20 más, lo que me llevó a otra semana y a enviarlos como un manuscrito llamado 69 Gay Haiku. Eventualmente Random House lo quería, pero necesitaban 110 en total, así que tuve que escribir 41 más". The Advocate calificó el libro como "instantáneas inteligentes, hilarantes e incluso conmovedoras de la vida gay urbana, desde lo sublime ... hasta lo ridículo ... ¡No tiene precio!" y lo nombró uno de sus "20 mejores selecciones para las lecturas del verano" de 2005.
Con la esperanza de escribir otro libro, después de la publicación de Gay Haiku Derfner le preguntó a su editor en qué estaría interesado, y le dijeron que desde que en su relato autobiográfico en Gay Haiku él había dicho: "En un intento de ser la persona más gay de la historia, comencé a tejer y consiguí un trabajo como instructor de ejercicios aeróbicos" debería escribir un libro de ensayos sobre cómo tratar de convertirse en la persona más gay de la historia. Este esfuerzo, también publicado por Random House, se convirtió en Swish: My Quest to Become the Gayest Person Ever and What Ended Up Happening Instead (2008), un libro autobiográfico que a su vez es ingenioso, serio y emocionalmente revelador. Una parte del libro fue publicada por extractos en The Advocate. Elton John contactó a Derfner diciéndole que le había encantado el libro; él contribuyó con el prólogo de las ediciones posteriores, y para la portada del libro escribió: "Swish es el mejor libro sobre ser gay que he leído. Pero no se trata solo de ser gay; se trata de ser humano". El libro fue nominado para un Premio Literario Lambda a la Mejor Memoria / Biografía Gay en los 21 Premios Literarios Lambda. Swish también fue seleccionado como Stonewall Honor Book en Non-Fiction por los Stonewall Book Awards de la American Library Association en 2009.
Su tercer libro, Lawfully Wedded Husband: How My Gay Marriage Will Save the American Family, se publicó en septiembre de 2013. Este libro autobiográfico explora muchas facetas de los matrimonios, las relaciones y las familias, tanto de él como de otros, incluidos los matrimonios del mismo sexo. Derfner ofrece investigación y análisis, así como revelaciones íntimas de los altibajos de su propia relación, compensados con el humor y los detalles de un programa de telerrealidad en el que participó. El libro fue publicado por la University of Wisconsin Press, como parte de su "Living Out" LGBT, una serie de autobiografías. Segmentos de ello han sido antologizados en The New Civil Rights Movement. Lambda Literary elogió la obra, calificándola como "una memoria convincente de amor y familia, enriquecida por la historia social, la política y los agudos comentarios sobre el estado de nuestra cultura popular", y señaló que "[Derfner] define el matrimonio como: 'un acuerdo por el cual, públicamente se comprometen a cuidarse mutuamente, las personas que anteriormente no estaban relacionadas convirtiéndose en una familia... La palabra matrimonio significa familia".
Derfner también colaboró con Jackson Galaxy en sus memorias de 2012 Cat Daddy, y con Lisa J. Edwards en su libro de 2012, A Dog Named Boo. Sus artículos han aparecido en el Huffington Post, The Advocate, Time Out New York y Between the Lines, y su pieza original "De Anima" fue antologizada en el compendio de 2009 Fool For Love: New Gay Fiction.

### Composición y teatro musical

#### Signs of Life
El primer musical importante de Derfner fue Signs of Life (signos de vida), con letra de Len Schiff y guion de Peter Ullian. La obra trata sobre un campo de concentración nazi en Terezin, Checoslovaquia, originalmente se llamaba Terezin. Es la historia real del campo de concentración de Theresienstadt, que fue el tema de una película de propaganda nazi de 1944, creada para engañar al mundo al representarlo como una comunidad académica y artística modelo. Derfner ha declarado: "Extrañamente, Terezin se convirtió en una capital cultural de Europa porque los nazis enviaron a todos estos artistas e intelectuales y a todos los músicos allí". Al comentar sobre la creación de la obra, dijo: "No se puede contar una historia sobre la injusticia y la crueldad; hay que contar una historia sobre las personas".
La producción fue encargada en 2000 por Virginia Criste, cuyos abuelos murieron en ese campo de concentración. Ella reunió a Derfner, Schiff y Ullian, y a medida que el musical tomó forma, tuvo varias lecturas de desarrollo en la ciudad de Nueva York, de 2003 a 2005, y una serie de conciertos en Symphony Space en febrero de 2006. It was further developed in Seattle, with workshop readings in June 2006 and a full developmental production in June 2007.
Más tarde se desarrolló en Seattle, con talleres de lectura en junio de 2006, y una producción completamente desarrollada en junio de 2007.
Bajo su nuevo nombre, Signs of Life, el musical tuvo su estreno mundial Off-Broadway en el Marjorie S. Deane Little Theatre, en una edición limitada del 25 de febrero al 21 de marzo de 2010. Backstage escribió que "La contribución más intrigante proviene del compositor Joel Derfner, cuya música siempre es memorable y cuidadosamente concebida, especialmente un número conmovedor para el oficial alemán Heindel... que se construye desde la simplicidad de himnos hasta la furia total mientras expone su moral". El musical también se puso en escena en la República Checa, en el verano de 2013, y tuvo su estreno en Chicago en octubre de 2013

#### Otro musicales y canciones
Otros musicales de Derfner incluyen Blood Drive (donación de sangre), una combinación de tres cuentos musicales interrelacionados sobre conexiones hechas y perdidas, con libros y letras de Rachel Sheinkin. Fue presentado en el Teatro Bridewell de Londres en 2003 y en el Teatro Eugene O'Neill en 2005. Ha musicalizado sus memorias de Swish (letra de Dan Marshall, libro de Tim Acito), y se presentó en el Teatro The New York Barn de Nueva York. Abril de 2013. También escribe canciones de cabaret, incluidas canciones con sus propias letras como "A Day in the Life" (un día en la vida) y "Backwards Day" (día al revés). Al principio de su carrera compuso la música para una producción de 2001 en el área de Washington D. C. de Love's Labour's Lost de Shakespeare.
Derfner está en la facultad del Programa de Escritura para Graduados de Teatro Musical en la Universidad de Nueva York.

### Apariciones en televisión
Derfner coprotagonizó la primera temporada del reality show de televisión Sundance Channel de 2010 Girls Who Like Boys Who Like Boys (chicas a quienes les gustan chicos a quienes les gustan chicos), junto con su mejor amiga Sarah Rose, una escritora de viajes y no ficción a la que conoció en Harvard a principios de la década de 1990. Uno de los productores del espectáculo lo conocía de los círculos de escritura de teatro musical, y le sugirió que hiciera una audición para el espectáculo. Sobre la base de su libro Swish, y su inminente matrimonio con su prometido Mike, él y Rose fueron elegidos. El programa se filmó de febrero a mayo de 2010, incluido el matrimonio legal de Derfner en Iowa, y se emitió a partir de diciembre de 2010. Desde entonces, ha criticado públicamente a los productores del programa por su edición y manipulación de declaraciones y sentimientos, que a veces terminaron en el aire como lo opuesto de los hechos reales.
En 2012 también apareció en el programa LGBT de la cadena pública de televisión PBS In the Life.

## Vida personal
Derfner vive en la ciudad de Nueva York con su esposo, Mike Combs, un psiquiatra que dirige una unidad de hospitalización en un hospital psiquiátrico de la ciudad de Nueva York. Derfner y Combs se comprometieron en 2007, y la pareja se casó legalmente en Iowa en mayo de 2010, y tuvo su ceremonia formal de boda en octubre de 2010, en el Jardín Botánico de Brooklyn.